# Europees kampioenschap volleybal mannen 2013 (kwalificatie)
Deze pagina beschrijft het kwalificatieproces voor het Europees kampioenschap volleybal, dat werd gehouden van 20 september tot en met 29 september 2013 in Polen en Denemarken. 34 landen streden om 9 plaatsen in het eindtoernooi.

## Kalender
| Ronde        | Data                                 |
| ------------ | ------------------------------------ |
| Eerste ronde | 12 mei 2012 & 20 mei 2012            |
| Tweede ronde | 6 september 2012 - 17 september 2012 |
| Derde ronde  | 31 mei 2013 - 9 juni 2013            |

## Eerste ronde
- Data: 12 mei 2012 - 20 mei 2012

| Team 1      | Tot. | Team 2              | 1e wedstr. | 2e wedstr. |
| ----------- | ---- | ------------------- | ---------- | ---------- |
| Cyprus      | 0-2  | Roemenië            | 2-3        | 1-3        |
| Andorra     | 0-2  | Israël              | 1-3        | 0-3        |
| Albanië     | 0-2  | Verenigd Koninkrijk | 0-3        | 0-3        |
| Zwitserland | 0-2  | Kroatië             | 0-3        | 2-3        |
| Luxemburg   | 0-2  | Zweden              | 1-3        | 0-3        |

- Roemenië ,  Israël ,  Verenigd Koninkrijk ,  Kroatië en  Zweden naar de Tweede Ronde.

## Tweede ronde
De wedstrijden in de tweede ronde zullen worden gespeeld van 6 september 2012 tot en met 17 september 2012. De zes groepswinnaars plaatsen zich direct voor de eindronde,Terwijl de zes nummers 2 play-offs moeten spelen voor de drie resterende plaatsen.
| Groep A                                                                           | Groep B                                                | Groep C                                                          | Groep D                                                             | Groep E                                                     | Groep F                                                              |
| --------------------------------------------------------------------------------- | ------------------------------------------------------ | ---------------------------------------------------------------- | ------------------------------------------------------------------- | ----------------------------------------------------------- | -------------------------------------------------------------------- |
| Gastlanden : Portugal en Turkije Turkije Portugal Wit-Rusland Verenigd Koninkrijk | Gastlanden : België en Estland België Nederland Israël | Gastlanden : Oostenrijk en Tsjechië Oostenrijk Macedonië Kroatië | Gastlanden : Griekenland en Finland Griekenland Montenegro Roemenië | Gastlanden : Oekraïne en Slovenië Duitsland Oekraïne Zweden | Gastlanden : Hongarije en Letland Frankrijk Spanje Letland Hongarije |

| Legenda                         |
| ------------------------------- |
| Geplaatst voor het eindtoernooi |
| Geplaatst voor de play-offs     |

- bij winst met 3-0 of 3-1 :3 punten voor de winnaar ; 0 punten voor de verliezer
- bij winst met 3-2 : 2 punten voor de winnaar ; 1 punt voor de verliezer

### Groep A
|      |                     |     | Wedstrijden | Wedstrijden | Sets | Sets | Sets |
| Rank | Team                | Pts | W           | L           | W    | L    |      |
| ---- | ------------------- | --- | ----------- | ----------- | ---- | ---- | ---- |
| 1    | Wit-Rusland         | 12  | 4           | 2           | 15   | 10   |      |
| 2    | Turkije             | 10  | 3           | 3           | 14   | 11   |      |
| 3    | Portugal            | 9   | 4           | 2           | 13   | 12   |      |
| 4    | Verenigd Koninkrijk | 4   | 1           | 5           | 8    | 17   |      |

onderstaande wedstrijden in Portugal
| datum      | Tijd  | Team 1              | Uitslag | Team 2              |
| ---------- | ----- | ------------------- | ------- | ------------------- |
| 07-09-2012 | 17:00 | Portugal            | 3-2     | Verenigd Koninkrijk |
| 07-09-2012 | 19:30 | Turkije             | 1-3     | Wit-Rusland         |
| 08-09-2012 | 15:00 | Turkije             | 2-3     | Verenigd Koninkrijk |
| 08-09-2012 | 17:30 | Wit-Rusland         | 3-0     | Portugal            |
| 09-09-2012 | 16:30 | Verenigd Koninkrijk | 1-3     | Wit-Rusland         |
| 09-09-2012 | 19:30 | Portugal            | 3-2     | Turkije             |

onderstaande wedstrijden in Turkije
| datum      | Tijd  | Team 1              | Uitslag | Team 2              |
| ---------- | ----- | ------------------- | ------- | ------------------- |
| 14-09-2012 | 16:00 | Wit-Rusland         | 2-3     | Portugal            |
| 14-09-2012 | 18:30 | Turkije             | 3-0     | Verenigd Koninkrijk |
| 15-09-2012 | 16:00 | Portugal            | 3-0     | Verenigd Koninkrijk |
| 15-09-2012 | 18:30 | Wit-Rusland         | 1-3     | Turkije             |
| 16-09-2012 | 16:00 | Verenigd Koninkrijk | 2-3     | Wit-Rusland         |
| 16-09-2012 | 18:30 | Turkije             | 3-1     | Portugal            |

### Groep B
|      |           |     | Wedstrijden | Wedstrijden | Sets | Sets | Sets |
| Rank | Team      | Pts | W           | L           | W    | L    |      |
| ---- | --------- | --- | ----------- | ----------- | ---- | ---- | ---- |
| 1    | Nederland | 13  | 4           | 2           | 15   | 8    |      |
| 2    | België    | 12  | 5           | 1           | 16   | 9    |      |
| 3    | Estland   | 9   | 2           | 4           | 12   | 13   |      |
| 4    | Israël    | 2   | 1           | 5           | 4    | 17   |      |

onderstaande wedstrijden in België
| datum      | Tijd  | Team 1    | Uitslag | Team 2    |
| ---------- | ----- | --------- | ------- | --------- |
| 07-09-2012 | 17:00 | België    | 3-0     | Israël    |
| 07-09-2012 | 20:30 | Nederland | 3-2     | Estland   |
| 08-09-2012 | 17:00 | België    | 3-2     | Nederland |
| 08-09-2012 | 20:30 | Israël    | 3-2     | Estland   |
| 09-09-2012 | 15:00 | Nederland | 3-0     | Israël    |
| 09-09-2012 | 18:30 | Estland   | 2-3     | België    |

onderstaande wedstrijden in Estland
| datum      | Tijd  | Team 1    | Uitslag | Team 2    |
| ---------- | ----- | --------- | ------- | --------- |
| 14-09-2012 | 17:00 | België    | 3-2     | Nederland |
| 14-09-2012 | 20:00 | Israël    | 1-3     | Estland   |
| 15-09-2012 | 17:00 | Nederland | 3-0     | Israël    |
| 15-09-2012 | 20:00 | Estland   | 3-1     | België    |
| 16-09-2012 | 16:00 | Israël    | 0-3     | België    |
| 16-09-2012 | 19:00 | Nederland | 3-0     | Estland   |

### Groep C
|      |            |     | Wedstrijden | Wedstrijden | Sets | Sets | Sets |
| Rank | Team       | Pts | W           | L           | W    | L    |      |
| ---- | ---------- | --- | ----------- | ----------- | ---- | ---- | ---- |
| 1    | Tsjechië   | 18  | 6           | 0           | 18   | 1    |      |
| 2    | Kroatië    | 6   | 2           | 4           | 9    | 13   |      |
| 3    | Oostenrijk | 6   | 2           | 4           | 9    | 15   |      |
| 4    | Macedonië  | 6   | 2           | 4           | 8    | 15   |      |

onderstaande wedstrijden in Oostenrijk
| datum      | Tijd  | Team 1     | Uitslag | Team 2     |
| ---------- | ----- | ---------- | ------- | ---------- |
| 06-09-2012 | 18:00 | Macedonië  | 2-3     | Oostenrijk |
| 06-09-2012 | 20:30 | Tsjechië   | 3-1     | Kroatië    |
| 07-09-2012 | 18:00 | Oostenrijk | 1-3     | Kroatië    |
| 07-09-2012 | 20:30 | Macedonië  | 0-3     | Tsjechië   |
| 08-09-2012 | 18:00 | Oostenrijk | 0-3     | Tsjechië   |
| 08-09-2012 | 20:30 | Kroatië    | 3-0     | Macedonië  |

onderstaande wedstrijden in Tsjechië
| datum      | Tijd  | Team 1     | Uitslag | Team 2     |
| ---------- | ----- | ---------- | ------- | ---------- |
| 14-09-2012 | 15:00 | Macedonië  | 3-1     | Kroatië    |
| 14-09-2012 | 18:00 | Tsjechië   | 3-0     | Oostenrijk |
| 15-09-2012 | 15:00 | Kroatië    | 1-3     | Oostenrijk |
| 15-09-2012 | 18:00 | Macedonië  | 0-3     | Tsjechië   |
| 16-09-2012 | 15:00 | Oostenrijk | 2-3     | Macedonië  |
| 16-09-2012 | 18:00 | Tsjechië   | 3-0     | Kroatië    |

### Groep D
|      |             |     | Wedstrijden | Wedstrijden | Sets | Sets | Sets |
| Rank | Team        | Pts | W           | L           | W    | L    |      |
| ---- | ----------- | --- | ----------- | ----------- | ---- | ---- | ---- |
| 1    | Finland     | 14  | 5           | 1           | 15   | 5    |      |
| 2    | Griekenland | 10  | 4           | 2           | 12   | 10   |      |
| 3    | Montenegro  | 9   | 2           | 4           | 12   | 12   |      |
| 4    | Roemenië    | 3   | 1           | 5           | 5    | 17   |      |

onderstaande wedstrijden in Griekenland
| datum      | Tijd  | Team 1      | Uitslag | Team 2      |
| ---------- | ----- | ----------- | ------- | ----------- |
| 06-09-2012 | 17:30 | Montenegro  | 0-3     | Finland     |
| 06-09-2012 | 20:30 | Roemenië    | 2-3     | Griekenland |
| 07-09-2012 | 17:30 | Finland     | 3-0     | Roemenië    |
| 07-09-2012 | 20:30 | Griekenland | 0-3     | Montenegro  |
| 08-09-2012 | 17:30 | Roemenië    | 0-3     | Montenegro  |
| 08-09-2012 | 20:30 | Griekenland | 3-0     | Finland     |

onderstaande wedstrijden in Finland
| datum      | Tijd  | Team 1      | Uitslag | Team 2      |
| ---------- | ----- | ----------- | ------- | ----------- |
| 14-09-2012 | 15:00 | Griekenland | 3-2     | Montenegro  |
| 14-09-2012 | 18:00 | Finland     | 3-0     | Roemenië    |
| 15-09-2012 | 15:00 | Montenegro  | 2-3     | Roemenië    |
| 15-09-2012 | 18:00 | Griekenland | 0-3     | Finland     |
| 16-09-2012 | 15:00 | Roemenië    | 0-3     | Griekenland |
| 16-09-2012 | 18:00 | Finland     | 3-2     | Montenegro  |

### Groep E
|      |           |     | Wedstrijden | Wedstrijden | Sets | Sets | Sets |
| Rank | Team      | Pts | W           | L           | W    | L    |      |
| ---- | --------- | --- | ----------- | ----------- | ---- | ---- | ---- |
| 1    | Duitsland | 18  | 6           | 0           | 18   | 2    |      |
| 2    | Slovenië  | 9   | 3           | 3           | 10   | 10   |      |
| 3    | Oekraïne  | 8   | 3           | 3           | 11   | 12   |      |
| 4    | Zweden    | 1   | 0           | 6           | 3    | 18   |      |

onderstaande wedstrijden in Oekraïne
| datum      | Tijd  | Team 1    | Uitslag | Team 2    |
| ---------- | ----- | --------- | ------- | --------- |
| 07-09-2012 | 16:00 | Slovenië  | 3-1     | Zweden    |
| 07-09-2012 | 18:30 | Duitsland | 3-1     | Oekraïne  |
| 08-09-2012 | 16:00 | Slovenië  | 0-3     | Duitsland |
| 08-09-2012 | 18:30 | Zweden    | 2-3     | Oekraïne  |
| 09-09-2012 | 16:00 | Duitsland | 3-0     | Zweden    |
| 09-09-2012 | 18:30 | Oekraïne  | 0-3     | Slovenië  |

onderstaande wedstrijden in Slovenië
| datum      | Tijd  | Team 1    | Uitslag | Team 2    |
| ---------- | ----- | --------- | ------- | --------- |
| 13-09-2012 | 17:00 | Duitsland | 3-1     | Oekraïne  |
| 13-09-2012 | 20:00 | Slovenië  | 3-0     | Zweden    |
| 14-09-2012 | 17:00 | Oekraïne  | 3-0     | Zweden    |
| 14-09-2012 | 20:00 | Duitsland | 3-0     | Slovenië  |
| 15-09-2012 | 17:00 | Zweden    | 0-3     | Duitsland |
| 15-09-2012 | 20:00 | Slovenië  | 1-3     | Oekraïne  |

### Groep F
|      |           |     | Wedstrijden | Wedstrijden | Sets | Sets | Sets |
| Rank | Team      | Pts | W           | L           | W    | L    |      |
| ---- | --------- | --- | ----------- | ----------- | ---- | ---- | ---- |
| 1    | Frankrijk | 18  | 6           | 0           | 18   | 3    |      |
| 2    | Letland   | 11  | 4           | 2           | 14   | 11   |      |
| 3    | Spanje    | 4   | 2           | 4           | 10   | 14   |      |
| 4    | Hongarije | 0   | 0           | 6           | 4    | 18   |      |

onderstaande wedstrijden in Hongarije
| datum      | Tijd  | Team 1    | Uitslag | Team 2    |
| ---------- | ----- | --------- | ------- | --------- |
| 06-09-2012 | 16:00 | Frankrijk | 3-1     | Spanje    |
| 06-09-2012 | 19:00 | Letland   | 3-1     | Hongarije |
| 07-09-2012 | 15:30 | Frankrijk | 3-1     | Letland   |
| 07-09-2012 | 18:00 | Spanje    | 3-1     | Hongarije |
| 08-09-2012 | 16:00 | Letland   | 3-2     | Spanje    |
| 08-09-2012 | 19:00 | Hongarije | 0-3     | Frankrijk |

onderstaande wedstrijden in Letland
| datum      | Tijd  | Team 1    | Uitslag | Team 2    |
| ---------- | ----- | --------- | ------- | --------- |
| 14-09-2012 | 17:00 | Spanje    | 0-3     | Frankrijk |
| 14-09-2012 | 19:30 | Letland   | 3-1     | Hongarije |
| 15-09-2012 | 15:30 | Frankrijk | 3-0     | Hongarije |
| 15-09-2012 | 18:00 | Spanje    | 1-3     | Letland   |
| 16-09-2012 | 15:30 | Hongarije | 1-3     | Spanje    |
| 16-09-2012 | 18:00 | Frankrijk | 3-1     | Letland   |

## Derde ronde
- Data: 1 juni tot en met 9 juni 2013.

| Team 1      | Tot.  | Team 2   | 1e wedstr. | 2e wedstr. |
| ----------- | ----- | -------- | ---------- | ---------- |
| Kroatië     | 0-2   | Slovenië | 1-3        | 0-3        |
| Griekenland | 1-11  | België   | 0-3        | 3-2        |
| Turkije     | 1-1 2 | Letland  | 3-0        | 2-3        |

- Indien beide landen een wedstrijd winnen volgt er een 'Golden Set' om de winnaar van het duel te bepalen.
- 1 België won de golden set met 15–12.
- 2 Turkije won de golden set met 15-10.

### Eerste wedstrijd
| Datum       |             | Score |          | Set 1 | Set 2 | Set 3 | Set 4 | Set 5 | Totaal |
| ----------- | ----------- | ----- | -------- | ----- | ----- | ----- | ----- | ----- | ------ |
| 1 juni 2013 | Griekenland | 0-3   | België   | 21-25 | 14-25 | 19-25 | -     | -     | 54-75  |
| 2 juni 2013 | Kroatië     | 1-3   | Slovenië | 25-22 | 16-25 | 16-25 | 19-25 | -     | 76-97  |
| 2 juni 2013 | Turkije     | 3-0   | Letland  | 25-20 | 25-17 | 25-23 | -     | -     | 75-60  |

### Wedstrijd 2
| Datum       |          | Score |             | Set 1 | Set 2 | Set 3 | Set 4 | Set 5 | Golden Set | Totaal  |
| ----------- | -------- | ----- | ----------- | ----- | ----- | ----- | ----- | ----- | ---------- | ------- |
| 8 juni 2013 | Slovenië | 3-0   | Kroatië     | 25-21 | 26-24 | 25-17 | -     | -     | -          | 76-62   |
| 8 juni 2013 | België   | 2-3   | Griekenland | 25-19 | 21-25 | 25-18 | 21-25 | 13-15 | 15-12      | 120-114 |
| 9 juni 2013 | Letland  | 3-2   | Turkije     | 25-19 | 21-25 | 27-29 | 25-16 | 15-13 | 15-10      | 113-102 |

## Gekwalificeerde landen
| Gastlanden       | Via EK 2011                               | Groepswinnaars kwalificatie                                                                                            | Via play-off            |
| ---------------- | ----------------------------------------- | --- | ----------------------- |
| Denemarken Polen | Servië Italië Rusland Slowakije Bulgarije | Wit-Rusland (Groep A) Nederland (Groep B) Tsjechië (Groep C) Finland (Groep D) Duitsland (Groep E) Frankrijk (Groep F) | Slovenië België Turkije |